# Parafia św. Marcina i św. Wincentego Męczennika w Skórzewie
Parafia świętego Marcina i świętego Wincentego Męczennika – rzymskokatolicka parafia znajdująca się we wsi Skórzewo, w gminie Dopiewo, w powiecie poznańskim. należy do dekanatu komornickiego.

## Historia parafii
Parafia w Skórzewie liczy około 700 lat (erekcja parafii – 1306). Tereny te pierwotnie należały do kościoła św. Marcina w Poznaniu, a lokalna świątynia była drewniana (ufundowana w 1300).

## Osoby związane z parafią
- Stanisław Kozierowski,
- o. Marian Żelazek (tutaj ochrzczony),
- Marian Dąbrowski Słap (młodszy), herbu Drogosław – archidiakon pszczewski, kanclerz bpa Łukasza II Górki, zmarły w 1550,
- Michał Sławiński, herbu Nałęcz, wikariusz generalny, zmarły w 1606

## Cmentarz

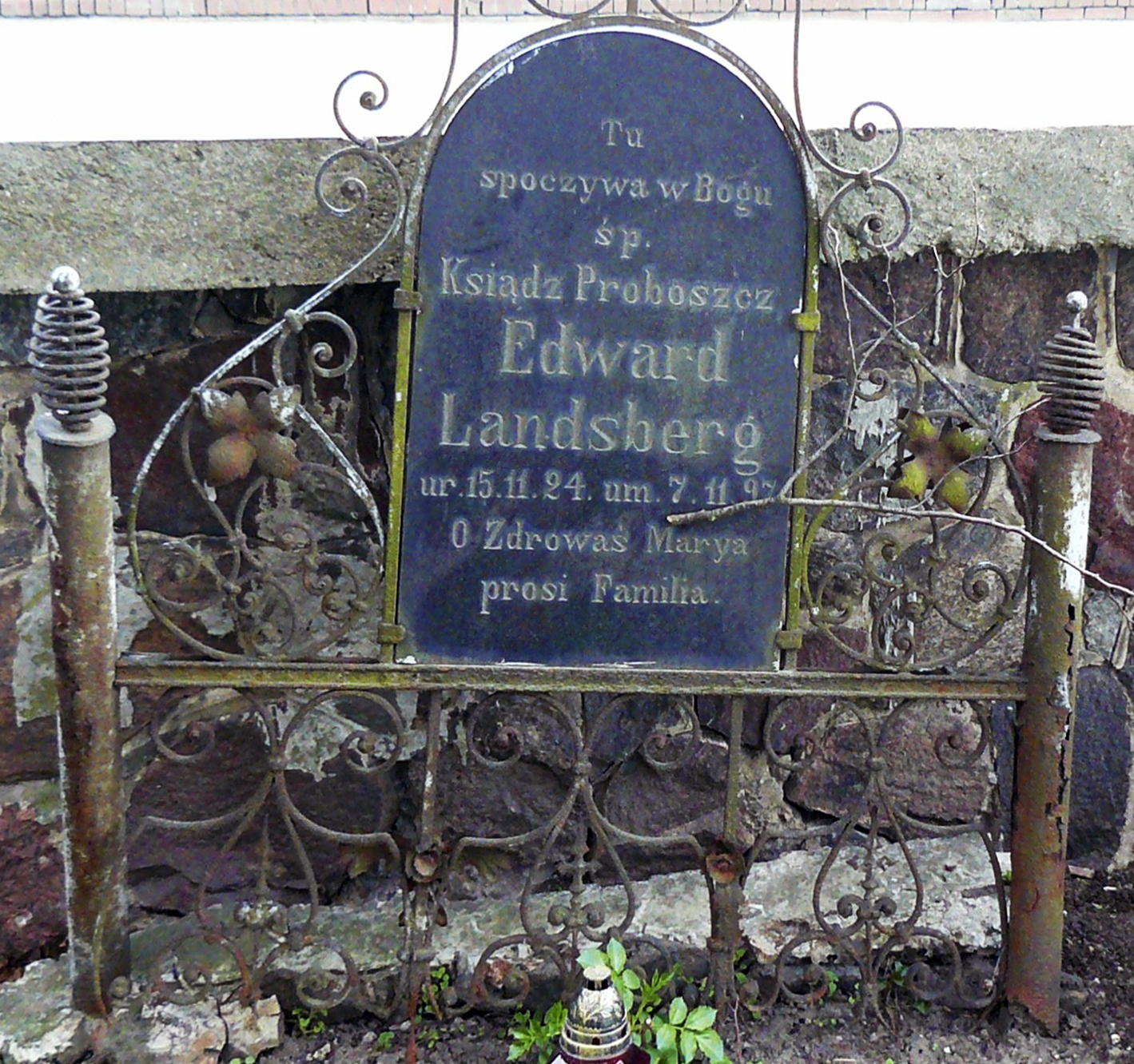
Grób ks. Landsberga

Obok świątyni znajdują się pozostałości cmentarza przykościelnego z kilkoma starymi nagrobkami, m.in. proboszcza Edwarda Landsberga (15.11.1824–7.11.1894), małżeństwa Wierzbińskich, ks. A. Wróblewskiego (zm. 30.4.1838), czy ks. Józefa Cilskiego (w Skórzewie w latach 1838–1868, żeliwny krzyż).
Oprócz tego w Skórzewie znajduje się drugi cmentarz – przy ul. Kolejowej, z modernistyczną kaplicą przedpogrzebową pw. Chrystusa Króla i dużym grobowcem rodziny Freudenreichów.